# Аляска (округ)
Округ Аляска (англ. District of Alaska) — официальное название Аляски в составе США в 1884—1912 годах.
После приобретения Аляски у России эта слабозаселённая территория находилась под прямым управлением сначала Армии США, затем министерства финансов, а потом — ВМФ США. В 1884 году в регионе были официально созданы административные структуры, и он получил официальное название округ Аляска. Однако центральное правительство в это время было озабочено вопросами «реконструкции» после гражданской войны, и практически не уделяло внимания этому отдалённому региону.
Клондайкская «золотая лихорадка» привлекла в 1896 году тысячи искателей наживы на северо-запад Канады, однако самый лёгкий путь туда лежал через Скагуэй либо Дайи на юге Аляски. Те, кому не повезло в Клондайке, возвращались на Аляску, и начинали пытать счастья здесь. В 1899 году было найдено золото в Номе, а в 1902 году началась Золотая лихорадка в Фэрбанксе. Бурное развитие мест золотодобычи привело к началу строительства Аляскинской железной дороги. В 1903 году США и Канада окончательно разрешили спор о границе Аляски.
В 1912 году Конгресс США принял Второй Органический Акт, в результате которого округ Аляска был реорганизован, и стал Территорией Аляска.